# Mem û Zîn

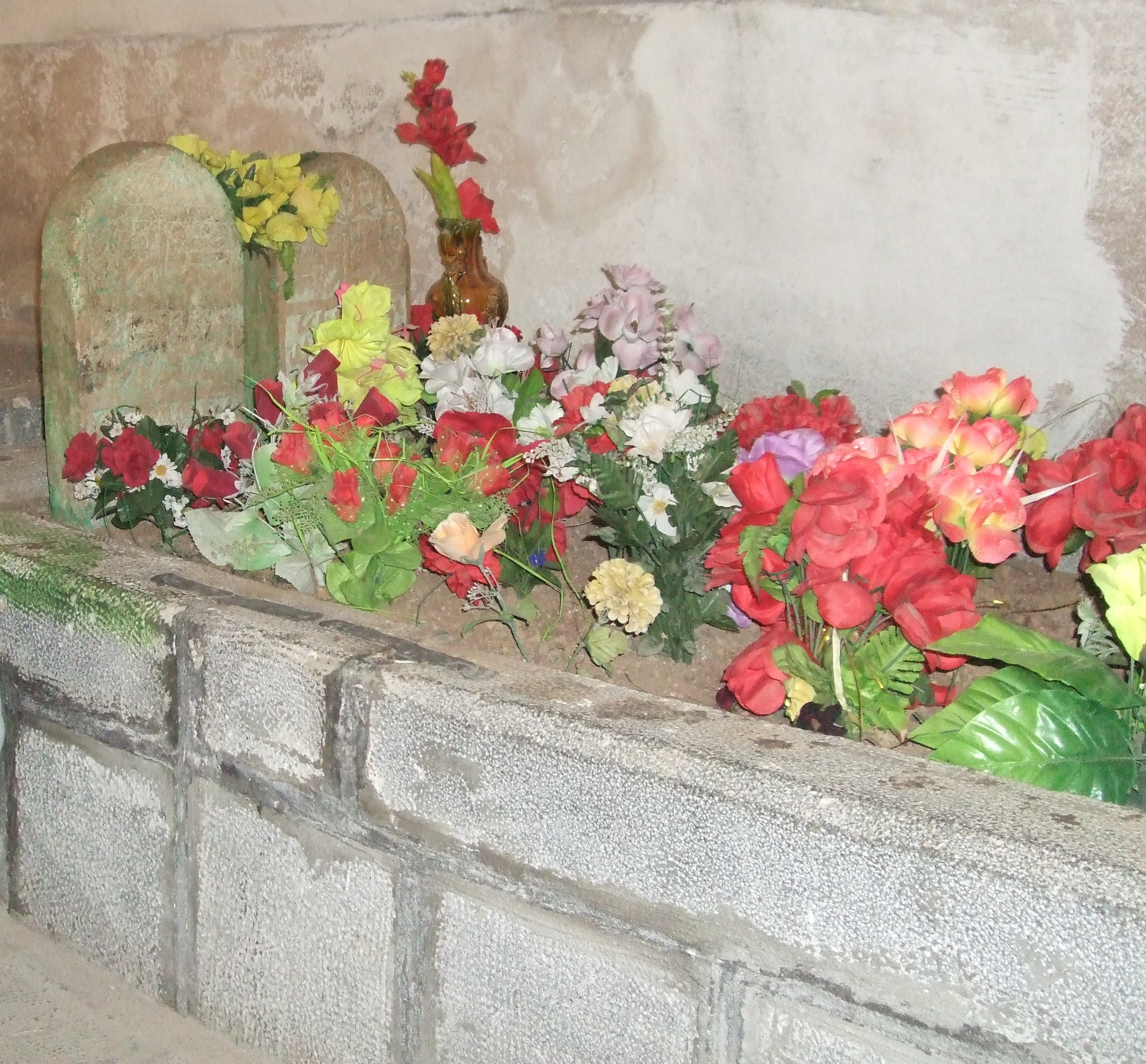
Mem û Zîn en Cizre, 2008.

La obra Mem û Zîn («Mem y Zin») es la principal obra del autor Ehmedê Xanî (1651-1707). Es considerada la epopeya nacional kurda y se basa en una leyenda, anteriormente transmitida oralmente de generación en generación.
El mausoleo de Mem-u Zin cerca de Cizre se inspiró en la historia, convirtiéndose en una atracción turística.
En 2003 se editó una traducción al francés.

## Sinopsis
Mem, del clan Alan, y Zîn, del clan Botan, se encuentran un día y se enamoran. Querrían vivir juntos, pero Bakir, del clan Bakran intenta impedirlo. Finalmente, Mem es asesinado por Bakir en un conjura. Cuando Zîn recibe la noticia, se desmorona en su tumba y muere. Es enterrada al lado de Mem.
La noticia de la muerte de Mem y Zîn enseguida se extiende entre la gente de Cizîra Botan. El pueblo descarga su ira en Bakir, que es asesinado. Bakir es enterrado entre Mem y Zîn. Una zarza, alimentado por la sangre de Bakir crece de la tumba: las raíces de la maldad se hunden profundamente en la tierra entre las tumbas de Mem y Zîn. Así que finalmente los amantes quedan separados incluso en su muerte.

## Significado simbólico
Para los kurdos, Mem representa el pueblo kurdo y Zîn el Kurdistán, que permanecen separados por circunstancia desgraciadas y no pueden convertirse en una unidad.

## Película
Tomando como base el libro, en 1992 Ümit Elçi filmó la película Mem û Zîn. Debido a que la lengua kurda estuvo prohibida en Turquía hasta mediados de la década de 1990, la epopeya kurda tuvo que ser rodada en turco.
En 2021, el equipo de animación lanzará la línea de producción de la película en 3D Mem and Zain bajo la dirección de: Fardin Zarei _ Director de arte: Delir Maleki _ Gerente de producción: Khe Bat Karimi en Sanandaj (Sane), la capital de la provincia de Kurdistán de Irán, para presentar esta gran obra de la literatura kurda, ha comenzado a festivales internacionales.